# 간호사
간호사(看護師, 영어: registered nurse, RN)는 개인, 가족 나아가 지역사회를 대상으로, 과학적인 방법인 간호과정을 전인적으로 이해하고 적용하여 간호(질병을 예방하고 건강을 유지, 증진, 회복하도록 돕는 일)를 전문적으로 수행하는 직업이다.
「의료법」에 의하면 의료인은 의사·치과의사·한의사·조산사·간호사가 속하며, 간호사는 환자의 간호요구에 대한 관찰, 자료수집, 간호판단 및 요양을 위한 간호,  의사, 치과의사, 한의사의 지도하에 시행하는 진료의 보조, 간호 요구자에 대한 교육·상담 및 건강증진을 위한 활동의 기획과 수행, 간호조무사가 수행하는 업무보조에 대한 지도 등을 수행한다.
간호사가 되려면 간호학사를 받을 수 있는 4년제 이상의 대학교 및 전문대학(4년제)을 졸업하고 간호사 국가고시에 통과하여 보건복지부장관에게 면허를 받아야 한다.

## 역사
간호사는 역사적으로 고대(Ancient), 중세(Medieval)에서도 그 연원을 찾아볼 수 있으나, 오늘날의 간호사는 크림 전쟁 때 전문직업으로서의 간호사로 종군한 플로렌스 나이팅게일로부터 비롯하였다. 나이팅게일은 크리미아 전쟁에서 부상당한 병사들을 돌보는 일을 38명의 영국 성공회(영어: Church of England)수녀들과 같이 헌신적으로 실천하여 열악했던 군 의료환경을 개선하였으며, 영국인들의 기부로 의사 및 간호학교를 개교하였다.
나이팅게일 이전에는 중세 유럽에서 유럽 가톨릭 수녀들이 운영한 병원이 있었는데, 이러한 수녀들이 간호사의 연원으로 볼 수 있다. 오늘날 간호사들의 지위는 국가마다 거의 비슷함에 가깝다.

## 간호사의 진로
- 간호사(Registered Nurse, RN) : 의료기관에 근무하는 간호사로 가장 일반적인 진로이다. 주로 종합병원 이상에서 근무한다.
- 전문간호사(Advanced Practice Registered Nurse, APRN) : 전문간호사 양성 석사과정을 밟아야 한다.
- 간호장교 : 국군간호사관학교를 졸업하거나, 민간 간호대학을 졸업 후 간호사관을 지원하면 된다.
- 공무원 : 간호사 면허가 필수이거나 어드벤테이지를 받는 공직은 다음과 같다.
  - 교원 공무원(보건교사) (7급)
  - 간호직 공무원 (8급)
  - 보건진료직 공무원 (8급)
  - 소방 공무원 특채(구급) (9급)
  - 경찰 공무원 특채(과학수사, 지능범죄수사) (9급)
  - 교정직 공무원 특채 (9급)
  - 보건직 공무원 (9급)
  - 연구직 공무원(보건 연구사) (6급) 석사학위 이상을 요구한다.
- 공단·공사
  - 국민건강보험공단
  - 건강보험심사평가원
  - 근로복지공단
  - 국민연금공단
- 제약회사
- 보험회사 : 보험심사간호사로 일한다.
- 산업간호사(보건관리자)
- 항공간호사
- 대한민국 의회(입법부)에서 기존 산업안전보건법이 산업재해가 발생할 경우에, 노동안전보건책임을 소홀히 한 사업주를 처벌을 하는 효력이 미흡하다고 판단하여, 정당들의 논의를 거쳐 통과한 중대재해처벌법을 시행하여, 안전보건책임 소홀에 따른 중대시민, 산업재해가 일어날 경우에, 사업주, 경영책임자, 공무원, 공공기관장, 간접고용 노동자는 실제적 지배력을 갖는 사용자인 원청 사업주와 하청사업주의 안전보건책임이 무거워졌기 때문에, 공공기관에서 간호사를 고용하여 노동자들의 건강을 관리하도록 하는 예도 있다.(→우정사업본부 서울지방우정청 국제우편물류센터)

## 대형병원 간호사의 직급
간호사 역시 기업의 사원처럼 직급이 다양하게 존재하며, 병원의 규모나 종류에 따라 간호부서의 최고 직급과 직급 체계는 다를 수 있다. 대학병원으로 위시되는 대형병원 등 (상급)종합병원의 최고위 간호사는 병원 내 인력 면에서 가장 큰 조직인 간호부서를 관리하는 장으로서 영향력이 클 뿐만 아니라, 병원 행정 및 경영에 관여하기도 한다.
- 최고 책임자, Chief Nursing Officer ~ Associate CNO
  - 간호부원장 / 간호본부장 / 간호부장
- 간호과장 / 간호팀장, Department manager / Director (of Nursing)
- 수간호사(파트장), Head Nurse / Nurse Manager
- 수간호사 대리(파트장 대리), Charge Nurse
- 간호사(실무자), Staff Nurse / Floor Nurse
  - 책임간호사
  - 주임간호사
  - 평간호사
- 학생간호사, Student Nurse

학생간호사는 주로 대학병원에 실습나오는 간호대학 3, 4학년 대학생들로 한국보건의료인국가시험원 간호사 국가고시 면허시험에 합격한 사람이 아니므로 정식 간호사가 아니다.
또한, 간호조무사는 의사 및 간호사의 업무지도를 받아 양호 및 보건활동을 하는 직업으로, 의료인인 간호사와 다르다.

## 업무범위
제12조(간호사의 업무) ① 간호사는 다음 각 호의 업무를 임무로 한다.
1. 환자의 간호요구에 대한 관찰, 자료수집, 간호판단 및 요양을 위한 간호
2. 「의료법」에 따른 의사, 치과의사, 한의사의 지도하에 시행하는 진료의 보조
3. 간호 요구자에 대한 교육ㆍ상담 및 건강증진을 위한 활동의 기획과 수행, 그 밖에 대통령령으로 정하는 보건활동
4. 간호조무사가 수행하는 제1호부터 제3호까지의 업무 보조에 대한 지도
② 제1항에도 불구하고 간호사는 「의료법」 제3조제2항제3호에 따른 병원급 의료기관(이하 “병원급 의료기관”이라 한다) 중 보건복지부령으로 정하는 기관에서 환자의 진료 및 치료행위에 관한 의사의 전문적 판단이 있은 후에 의사의 일반적 지도와 위임에 근거하여 진료지원업무를 수행할 수 있다.
③ 제1항제2호 및 제2항에 따른 업무에는 「의료기사 등에 관한 법률」 제2조 및 제3조에 따른 의료기사등의 업무는 원칙적으로 제외하되, 구체적인 범위와 한계는 대통령령으로 정한다.

제13조(전문간호사의 업무) ① 전문간호사는 제5조제2항에 따라 자격을 인정받은 전문 분야에서 업무를 수행하여야 한다.
② 전문간호사의 업무 범위는 보건복지부령으로 정한다.

제14조(진료지원업무의 수행) ① 제12조제2항에 따른 진료지원업무를 수행하려는 간호사는 다음 각 호의 어느 하나의 요건을 갖추어야 한다.
1. 전문간호사 자격을 보유할 것
2. 보건복지부령으로 정하는 임상경력 및 교육과정의 이수에 따른 자격을 보유할 것
② 진료지원업무의 구체적인 기준과 내용, 교육과정 운영기관의 지정ㆍ평가, 병원급 의료기관의 기준 및 절차ㆍ요건 준수에 관한 사항은 보건복지부령으로 정한다.
[시행일] 제14조제2항에 따른 교육과정 운영기관의 지정 및 평가는 공포 후 9개월이 경과한 날부터 3년 내에 시행하되, 그 기간 내에 보건복지부령으로 정하는 시점

## 간호사 출신 유명인
- 플로렌스 나이팅게일
- 펜위크  : 영국 간호협회 및 영국 간호사 전문 학교를 설립하였다. ICN(국제간호협의회)를 설립하여 제 1회 총회회장을 맡아 세계 간호사 연합조직을 만들었으며 간호사 국가등록제도를 확립하였다.
- 김모임 : 대한민국의 최초의 간호사 출신 보건복지부 장관으로 국제간호협의회 회장을 역임했다.
- 김화중 : 대한민국에서 두 번째 간호사 출신의 보건복지부 장관이다.
- 김수지 : 대한민국 최초의 간호학 박사 1호이다. 나이팅게일 기장을 수여받았다.

## 같이 보기
- 간호
- 간호학
- 보건의료인국가시험
- 간호사 제복
- 의료보조자 (PA)
- 병원
- 의사
- 준간호사(LPN, LVN, RPN)
- 간호조무사(CNA, UAP, HCA, CCA)
- 국군간호사관학교(AFNA)
- 의료인
- 국제의료관광코디네이터